# Мирослав Гайдушек
Мирослав Гайдушек (чеськ. Miroslav Gajdůšek, нар. 20 вересня 1951, Отроковіце) — чехословацький футболіст, що грав на позиції нападника.
Виступав, зокрема, за клуб «Дукла» (Прага), а також національну збірну Чехословаччини.

## Клубна кар'єра
Народився 20 вересня 1951 року в місті Отроовіче. Вихованець футбольного клубу «Їскра» з рідного міста.
У дорослому футболі дебютував 1969 року виступами за команду «Готтвальдов», в якій провів один сезон, вигравши Кубок Чехословаччини. Своєю грою за цю команду привернув увагу представників тренерського штабу клубу «Дукла» (Прага), до складу якого приєднався 1970 року. Відіграв за празьку команду наступні одинадцять сезонів своєї ігрової кар'єри. Більшість часу, проведеного у складі празької «Дукли», був основним гравцем атакувальної ланки команди та двічі став чемпіоном Чехословаччини та одного разу володарем кубка країни. За «Дуклу» Мирослав провів 355 ігор, в яких забив 77 голів.
Завершив ігрову кар'єру у команді «Вітковіце», за яку виступав протягом 1981—1984 років.

## Виступи за збірну
Зі збірною Чехословаччини до 23 років став переможцем дебютного розіграшу молодіжного чемпіонату Європи 1972 року, зігравши в тому числі в обох фінальних іграх проти СРСР (2:2, 3:1) і в другій з них забив перший гол.
25 серпня 1971 року дебютував в офіційних матчах у складі національної збірної Чехословаччини в товариській грі проти ФРН (1:1).
У складі збірної був учасником чемпіонату Європи 1980 року в Італії, на якому команда здобула бронзові нагороди. Гайдушек на турнірі зіграв у трьох матчах, в тому числі і в переможній грі за 3-тє місце, де реалізував свій післяматчевий пенальті, перегравши зіркового Діно Дзоффа.
Загалом протягом кар'єри у національній команді, яка тривала 10 років, провів у її формі 48 матчів, забивши 4 голи.

## Титули і досягнення
- Чемпіон Чехословаччини (2):

«Дукла» (Прага): 1976/77, 1978/79
- Володар Кубка Чехословаччини (2):

«Готтвальдов»: 1969/70
«Дукла» (Прага): 1980/81
- Чемпіон Європи (U-23): 1972